# Aethriamanta brevipennis
Aethriamanta brevipennis – gatunek ważki z rodziny ważkowatych (Libellulidae).